# Витимский мост
Витимский мост (также Куандинский мост, мост Интернациональной дружбы) — временный мост, построенный в начале 1980-х для временного пользования железнодорожным транспортом на период строительства постоянного железнодорожного моста Байкало-Амурской магистрали, завершённого в 1989 году. Мост связывает два берега реки Витим, расположен на границе Каларского района Забайкальского края (бывшая Читинская область) у посёлка Куанда и Муйского района Бурятии у посёлка Витим (Бурятия). С 2016 года движение транспорта и пешеходов по Витимскому мосту официально запрещено.

## История
Куандинский мост построен 97-м отрядом треста «Мостстрой-9» в 1982 году как временный. Открытие моста пришлось на день Ленинского коммунистического субботника 17 апреля 1982 года и стало большим событием для коренных жителей Баунтовского района Бурятии и Каларского района Читинской области, которые испокон веков были разделены суровой и своенравной рекой. Мост получил имя Интернациональной дружбы.
После постройки постоянного железнодорожного моста Витимский мост временный не раз поджигали, но металлическая основа осталась. Путешествие по мосту считалось очень опасным, поскольку конструкция моста шаткая и не имеет ограждающих перил. В одиночку проехать по мосту тяжело, поэтому впереди машины обычно шёл провожатый и руководил действиями водителя. Дальнобойщики, решившиеся проехать по мосту, всегда обращались за помощью к местным жителям. Чтобы машины не раскачивались от ветра, приходится открывать окна для уменьшения парусности.
Официально мост в эксплуатацию не вводили и не обслуживали. Ремонтом моста занимались пользовавшиеся им граждане за свой счёт и своими силами.
С 2016 года проезд по мосту был запрещён решением Каларского районного суда по иску местной прокуратуры. Суд запретил эксплуатацию аварийного моста и возложил на администрацию Каларского муниципального района обязанность по установке заградительных сооружений, исключающих доступ на него людей и транспортных средств, а также запрещающих дорожные знаков .
В мае 2018 года опоры моста через Витим были разрушены ледоходом. В результате происшествия населённый пункт Куанда оказался полностью отрезанным от автомобильного сообщения, поскольку автомобильный мост через реку Куанда также разрушен (железнодорожное сообщение осуществляется по бамовскому мосту неподалёку). В районе был введен режим чрезвычайной ситуации.
Ремонт этого моста (и ввод его в эксплуатацию в качестве постоянного автомобильного) или строительство нового моста обойдётся примерно в 1,5 миллиарда рублей.

## Конструкция
Длина моста — около 570 метров. Ширина — примерно 3 м, высота — 15 м. Настил сделан из стандартных железнодорожных деревянных шпал, проложенных поперёк движения и скреплённых между собой железными скобами. При этом часть шпал прогнила и не закреплена. Бывший накат из досок на шпалах сохранился только на отдельных участках. Поручней и ограды нет, поэтому в эксплуатации мост крайне опасен. На металлическое основание накинуты шпалы, не соединённые между собой.
Мост расположен в 160 м вниз по течению от железнодорожного моста.

## Прочее
Журнал Ouest-France включил мост в топ-10 самых опасных дорог мира.